# Marcel Palonder
Marcel Palonder (Humenné, 3 februari 1964) is een Slowaaks zanger.

## Biografie
Palonder is vooral bekend vanwege diens deelname aan het Eurovisiesongfestival 1996 in de Noorse hoofdstad Oslo. Met het nummer Kým nás máš eindigde Slowakije op een teleurstellende achttiende plek. In 2010 zou hij een nieuwe poging wagen in de Slowaakse preselectie, evenwel zonder succes.
1994: Martin Ďurinda & Tublatanka · 
1996: Marcel Palonder · 
1998: Katarína Hasprová · 
2009: Kamil Mikulčík & Nela Pocisková · 
2010: Kristína Peláková · 
2011: TWiiNS · 
2012: Max Jason Mai
- International Standard Name Identifier: 0000 0003 7194 9849
- MusicBrainz: a51f0213-15d4-4809-ad53-2a4b77d73162
- Nationale Bibliotheek van Tsjechië: xx0123599
- Virtual International Authority File: 144747682